# 韩明 (1921年)
韩明（1921年—），又名韩鸿基，男，山西翼城人，中华人民共和国政治人物，曾任内蒙古自治区政协副主席。